# Гарві (Нью-Брансвік)
Гарві (англ. Harvey) — село в Канаді, у провінції Нью-Брансвік, у складі графства Йорк.

## Населення
За даними перепису 2016 року, село нараховувало 358 осіб, показавши скорочення на 1,4%, порівняно з 2011-м роком. Середня густина населення становила 145,8 осіб/км².
З офіційних мов обидвома одночасно володіли 45 жителів, тільки англійською — 295. Усього 5 осіб вважали рідною мовою не одну з офіційних.
Працездатне населення становило 64,2% усього населення, рівень безробіття — 11,8%.
Середній дохід на особу становив $41 039 (медіана $32 320), при цьому для чоловіків — $52 302, а для жінок $34 228 (медіани — $42 112 та $23 264 відповідно).
20,8% мешканців мали закінчену шкільну освіту, не мали закінченої шкільної освіти — 9,4%, 69,8% мали післяшкільну освіту, з яких 32,4% мали диплом бакалавра, або вищий.
| Статево-вікова структура населення | Статево-вікова структура населення | Статево-вікова структура населення | Статево-вікова структура населення | Статево-вікова структура населення |
| ---------------------------------- | ---------------------------------- | ---------------------------------- | ---------------------------------- | ---------------------------------- |
|                                    |                                    |                                    |                                    |                                    |
| Всього                             | Всього                             | 50,0%                              |                                    |                                    |
| 0 — 14 років                       | 0 — 14 років                       |                                    | 19,4%                              | 19,4%                              |
| 15 — 64 років                      | 15 — 64 років                      |                                    | 55,6%                              | 55,6%                              |
| 65 і більше                        | 65 і більше                        |                                    | 25%                                | 25%                                |
| 85 і більше                        | 85 і більше                        |                                    | 2,8%                               | 2,8%                               |
| Середній вік (років)               | Середній вік (років)               | 42,046,8                           | 44,4                               | 44,4                               |
| Медіана (років)                    | Медіана (років)                    | 43,848,2                           | 46,5                               | 46,5                               |
| — чоловіки — жінки                 |                                    |                                    |                                    |                                    |

| Походження мешканців:     | Походження мешканців:     | Походження мешканців: | Походження мешканців: | Походження мешканців: |
| ------------------------- | ------------------------- | --------------------- | --------------------- | --------------------- |
| Походження                |                           |                       | осіб                  | %                     |
| Корінні американці        | Корінні американці        |                       | 0                     | 0%                    |
| Інше північноамериканське | Інше північноамериканське |                       | 205                   | 59.42%                |
| Європейське               | Європейське               |                       | 230                   | 66.67%                |
| британське                | британське                |                       | 210                   | 60.87%                |
| французьке                | французьке                |                       | 50                    | 14.49%                |
| Азійське                  | Азійське                  |                       | 10                    | 2.9%                  |

## Клімат
Середня річна температура становить 4,9°C, середня максимальна – 23,2°C, а середня мінімальна – -16,7°C. Середня річна кількість опадів – 1 167 мм.
| Клімат поселення                              | Клімат поселення | Клімат поселення | Клімат поселення | Клімат поселення | Клімат поселення | Клімат поселення | Клімат поселення | Клімат поселення | Клімат поселення | Клімат поселення | Клімат поселення | Клімат поселення | Клімат поселення |
| Показник                                      | Січ.             | Лют.             | Бер.             | Квіт.            | Трав.            | Черв.            | Лип.             | Серп.            | Вер.             | Жовт.            | Лист.            | Груд.            |                  |
| Середній максимум, °C                         | −3,44            | −2,14            | 3,46             | 10,18            | 17,09            | 21,90            | 23,18            | 22,62            | 17,51            | 11,50            | 5,42             | −2,15            |                  |
| Середня температура, °C                       | −10,07           | −8,78            | −3,16            | 3,54             | 10,45            | 15,28            | 18,75            | 18,19            | 13,08            | 7,07             | 0,99             | −6,58            |                  |
| Середній мінімум, °C                          | −16,71           | −15,4            | −9,8             | −3,08            | 3,81             | 8,64             | 14,31            | 13,76            | 8,66             | 2,63             | −3,45            | −11,02           |                  |
| Норма опадів, мм                              | 105              | 66               | 93               | 95               | 111              | 95               | 102              | 90               | 91               | 100              | 113              | 106              |                  |
| Середньомісячна швидкість вітру, м/с          | 3.70             | 3.79             | 3.94             | 3.80             | 3.44             | 3.00             | 2.70             | 2.52             | 2.86             | 3.20             | 3.50             | 3.66             |                  |
| Середньомісячна сонячна радіація, кДж/м²·день | 5299             | 8530             | 12191            | 15408            | 18243            | 20220            | 19885            | 17685            | 13206            | 8449             | 5032             | 4119             |                  |
| --------------------------------------------- | ---------------- | ---------------- | ---------------- | ---------------- | ---------------- | ---------------- | ---------------- | ---------------- | ---------------- | ---------------- | ---------------- | ---------------- | ---------------- |
| Джерело:                                      |                  |                  |                  |                  |                  |                  |                  |                  |                  |                  |                  |                  |                  |